# Welcome to the Rebellion
"Welcome to the Rebellion" es el noveno episodio de la segunda temporada de la serie de televisión estadounidense de drama, suspenso y espía político de ciencia ficción Andor. Es el vigésimo primer episodio de la serie en general; fue escrito por Dan Gilroy y dirigido por Janus Metz.
"Welcome to the Rebellion" se estrenó en Disney+ el 6 de mayo de 2025 como parte de un bloque de tres episodios que también incluía "Messenger" y "Who Are You?", y recibió elogios generalizados de la crítica por su guion, peso emocional y la actuación de Genevieve O'Reilly.

## Trama
Las noticias de la masacre en Ghorman llegan rápidamente a Coruscant; el senador Bail Organa presencia el arresto del senador Ghormano mientras el Imperio enmarca la Masacre como una insurrección. Mothma y él conversan en secreto, donde la primera insiste en que condenen públicamente estas acciones. Organa decide quedarse para ayudar a la Rebelión en secreto, pero insta a Mothma a continuar con sus planes y trasladarse a Yavin IV. Él prepara un equipo para rescatarla de forma segura, mientras Kleya y Rael llaman a Andor, aún conmocionado, para este propósito.
Mothma, con la ayuda de su asistente Erskin Semaj, retira los dispositivos de escucha de su oficina. Rael intercepta a una Mothma practicando su discurso afuera, revelando que Semaj es su agente. Mothma se niega a confiar en Rael debido a sus constantes secretos, a pesar de su insistencia en que el equipo de extracción de Organa está corrupto. Mothma, angustiada, se enfrenta a Semaj y lo despide.
Al día siguiente, Andor, Rael y Kleya se reúnen para discutir el plan. Andor se infiltra con éxito en el edificio del Senado bajo el alias 'Ronnie Googe', un reportero. Semaj también entra y ambos se identifican con una frase clave. Una Mothma preocupada le pregunta a Organa sobre su equipo de extracción, y él admite no conocerlos personalmente. 
En el Senado, los legisladores continúan posicionando la Masacre de Ghorman como un ataque injustificable, centrándose en las muertes de turistas de sus mundos. Organa le transfiere el poder del habla a Mon Mothma, lo que le permite pronunciar un discurso. Mothma condena el trato dado al pueblo Ghormano y cómo se describe la masacre, describiéndola como "genocidio" antes de llamar directamente al propio Emperador Palpatine un monstruo.
Mientras tanto, los oficiales imperiales intentan apagar la transmisión, pero se ven obstaculizados por los rebeldes. El equipo de extracción de Organa se prepara, pero el topo imperial, Beska, envía una alerta a sus superiores y posteriormente mata a un miembro que descubre esto. 
Andor se acerca a Mothma, pero ella se niega a hablar con él hasta que use la frase clave de Rael. Luego se gana su confianza al describir sus propios sentimientos complejos sobre Rael y su historia con su prima, Vel. La pareja se enfrenta a los periodistas y al equipo de Organa, antes de que Beska saque un arma. Semaj grita que es una espía rebelde, lo que le da a Andor la tapadera para matarla. Andor y Mothma huyen mientras Semaj intenta ganar tiempo. Andor y Mothma corren por el Senado evitando la multitud y se les acerca su conductor y espía imperial Kloris. Andor finge haber capturado a Mothma antes de matarlo y escapar en su aerodeslizador. 
Andor, Mothma y Semaj se reúnen nuevamente en la casa segura de Coruscant, donde los dos últimos se reconcilian. Andor se reúne con Wilmon y su novia Ghormana, Dreena, quienes han sido evacuados de Ghorman, aunque Wilmon está gravemente herido. Kleya los saluda y se prepara para que Mothma y Semaj sean recogidos por el Escuadrón Dorado mientras los otros tres se dirigen a Yavin.
En Yavin IV, Andor entrega a los rebeldes su unidad KX robada y se reúne con Bix. Andor le informa de sus intenciones de abandonar la rebelión para vivir una vida apropiada con ella; ella inicialmente se muestra reacia, pero luego aparentemente acepta. A la mañana siguiente, Andor se despierta y descubre que se ha marchado; luego observa un mensaje donde le confiesa que deja atrás su creencia de que la rebelión es demasiado importante, le pide que se quede con la Rebelión para ayudarlos a ganar y que cuando la guerra termine podrán estar juntos. Un angustiado Andor se dirige al lugar donde se está reiniciando la unidad KX y se arma con un bláster. Para su sorpresa, la Unidad se despierta y saluda cortésmente a la multitud.

## Producción

### Escritura
El episodio fue escrito por Dan Gilroy, en su sexto crédito como guionista del programa, y dirigido por Janus Metz, después de dirigir los dos episodios anteriores de la serie. Los episodios de la segunda temporada de Andor, al igual que los de la primera, se dividen en bloques, o arcos argumentales, de tres episodios; sin embargo, a diferencia de la primera temporada, cada arco comienza con un salto temporal de un año desde el episodio anterior. El showrunner de la serie, Tony Gilroy, decidió estructurar la temporada de esta manera después de concluir que el plan original de cinco temporadas para el programa era inviable y necesitaba alguna forma de unir los cuatro años entre la temporada 1 y Rogue One (2016) en una sola temporada. Como prueba de concepto, escribió el primer y el último episodio de cada arco argumental, y finalmente decidió utilizar esta estructura para la temporada.
En mayo de 2022, Dan Gilroy anunció que Cassian se encontraría con Mothma en la segunda temporada, después de que ambos tuvieran historias separadas en la primera, lo que ocurrió en este episodio. Para la introducción de K-2SO en el episodio, Gilroy originalmente escribió una historia completamente autónoma para el noveno episodio de la temporada que se desarrollaba como una película de terror, con una unidad KX cazando un enorme barco cisterna en Yavin IV con K-2SO involucrado en el escenario, pero los problemas de presupuesto significaron que el equipo del programa no podía pagar su producción y, en su lugar, consolidaron las cosas, por lo que optaron por adelantar el discurso del Senado de Mothma a este episodio, ya que originalmente se había programado que ocurriera en "Make It Stop".  Genevieve O'Reilly, quien interpreta a Mothma, brindó aportes a Tony Gilroy al escribir su discurso denunciando el papel del Imperio Galáctico en la Masacre de Ghorman. Aunque Gilroy inicialmente sólo había escrito secciones del monólogo que luego serían unidas para formar un montaje más grande, O'Reilly lo convenció de escribir un discurso completo.

### Casting
En marzo de 2023, Benjamin Bratt fue elegido para el episodio en un papel no revelado, que luego se reveló como Bail Organa, en reemplazo de Jimmy Smits en el papel.

### Rodaje
En marzo de 2023, el director Janus Metz rodó el episodio en Xàtiva y Valencia. Según O'Reilly, el rodaje también tuvo lugar en mayo de 2023.

### Música
La banda sonora original de "Welcome to the Rebellion", al igual que la de otros nueve episodios de los doce de la temporada, fue compuesta por Brandon Roberts, en reemplazo de Nicholas Britell, el compositor de la primera temporada del programa, debido a conflictos de programación.
La banda sonora del episodio se lanzó junto con la de los otros dos episodios de su bloque el 9 de mayo de 2025 a través de Walt Disney Records como parte del tercero de cuatro volúmenes de la banda sonora original de la segunda temporada.

## Lanzamiento
"Welcome to the Rebellion" se estrenó en Disney+ el 6 de mayo de 2025 como parte de un bloque de tres episodios, junto con "Who Are You?" y "Messenger".

## Recepción

### Respuesta crítica
El sitio web agregador de reseñas Rotten Tomatoes informa un índice de aprobación del 100%, basado en 9 reseñas.
William Hughes, de The AV Club, dio una reseña positiva: «Andor nos recuerda lo divertido que puede ser cuando está en modo espía puro». Mike Redmond, de Pajiba, también dio una reseña positiva, resumiendo: «Sé que fui muy duro con este arco argumental, pero hay que reconocer que fue una experiencia relajada, a diferencia de la semana pasada. El episodio 9 fue particularmente genial, y no me sentí atado a mi sofá».